# Mária Klotild francia királyi hercegnő
Mária Adelaide Klotild Xavéria (franciául: Marie Adélaïde Clotilde Xavière, ismert francia névváltozata alapján Madame Clotilde; Versailles, Francia Királyság, 1759. szeptember 23. – Nápoly, Nápolyi Királyság, 1802. március 7.), Bourbon-házi francia királyi hercegnő, aki IV. Savoyai Károly Emánuel hitveseként Szardínia királynéja Mária Klotild néven 1796-tól 1802-ben bekövetkezett haláláig. A római katolikus egyház a Venerabilis Dei servus címen tiszteli.
Mária Klotild volt Lajos Ferdinánd dauphin és Szászországi Mária Jozefa dauphine második legfiatalabb leánya, a későbbi XVI. Lajos, XVIII. Lajos és X. Károly francia királyok idősebb húga. 1775-ben kötött házasságot a Szárd Királyság trónörökösével, Károly Emánuellel. Kapcsolatuk boldog volt ám gyermektelen maradt. A napóleoni háborúk idején Szardínia szigetére, majd Rómába menekültek. Betegség következtében hunyt el Nápolyban, negyvenkét éves korában.

## Élete

### Származása, testvérei
Mária Adelheid Klotild hercegnő 1759-ben született a Versailles-i kastélyban. Édesapja Lajos Ferdinánd francia királyi herceg, trónörökös (Louis Ferdinand de Bourbon, dauphin de Viennois, 1729–1765) volt, XV. Lajos francia király és Leszczyńska Mária lengyel királyi hercegnő (1703–1768) legidősebb fia.
Édesanyja a dauphin második felesége, a Wettin-házból való Mária Jozefa Karolina szász hercegnő (1731–1767), lengyel királyi hercegnő volt, II. Frigyes Ágost szász választófejedelem (1696–1763) és Mária Jozefa osztrák főhercegnő (1699–1757) leánya, I. József német-római császár unokája.
A nyolc testvérből öten érték meg a felnőttkort, közülük hármat koronáztak Franciaország királyává:
- Mária Zefirina hercegnő (1750–1755), a Madame, kisgyermekként meghalt.
- Louis Joseph Xavier (1751–1761), Burgundia hercege, gyermekként meghalt.
- Lajos Xavér Mária József (1753–1754), Aquitania hercege, kisgyermekként meghalt.
- Lajos Ágost (1754–1793), Berry hercege, a későbbi XVI. Lajos király, aki Marie Antoinette osztrák főhercegnőt, Mária Terézia legkisebb leányát vette feleségül. A jakobinusok mindkettőjüket kivégezték.
- Lajos Szaniszló (1755–1824), Provence grófja, a későbbi XVIII. Lajos király, aki 1773-ban Mária Jozefina Lujza savoyai hercegnőt, III. Viktor Amadé szárd–piemonti király leányát vette feleségül.
- Károly Fülöp (1757–1836), Artois grófja, a későbbi X. Károly király, aki 1773-ban Mária Terézia savoyai hercegnőt, III. Viktor Amadé szárd–piemonti király leányát vette feleségül.
- Mária Adelheid Klotild hercegnő (1759–1802), IV. Károly Emánuel szárd–piemonti király feleségeként Piemont hercegnéje és szárd–piemonti királyné.
- Erzsébet Filippina hercegnő (1764–1794), Fille de France, a francia jakobinusok kivégezték.

Madame de Marsan keze alatt nevelkedett, kishúgával, Erzsébet hercegnővel együtt. Kövérkés alakja miatt testvérei a háta mögött „Gros Madame”-nak gúnyolták. Szüleit korán elveszítette (apját 6, anyját 8 éves korában).

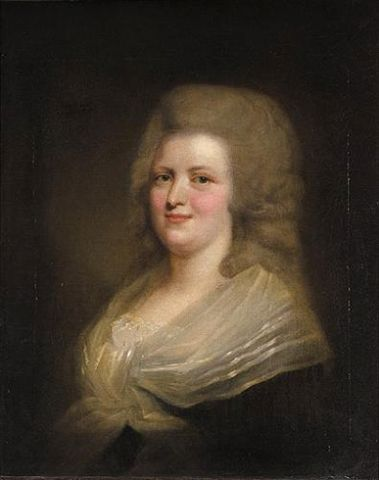
Mária Klotild szárd-piemonti királyné

### Házassága
1775. augusztus 20-án Párizsban képviselők útján (per procurationem) házasságot kötött a Savoyai-házból való Károly Emánuellel (1751–1819), Piemont hercegével, III. Viktor Amadé szárd–piemonti király és a Bourbon-házból való Mária Antonietta spanyol infánsnő legidősebb fiával, V. Fülöp spanyol király unokájával, a Szárd–Piemonti Királyság trónörökösével. Az ünnepélyes esküvőt 1775. szeptember 6-án Chambéryben, Savoya fővárosában tartották. A dinasztikus érdekházasság jól sikerült, a fiatalok megszerették egymást, őszinte érzelmi kötődés alakult ki köztük. Minden erőfeszítésük ellenére azonban a házasság gyermektelen maradt.
1789-ben kitört a francia forradalom. A francia királyi család tagjai közül, aki tehette, külföldre menekült. Mária Klotild legifjabb bátyja, Artois grófja családostul Torinóba jött a húgához. 1791 júliusáig élt itt, Mária Klotild apósának, III. Viktor Amadé királynak udvarában, majd Brüsszelbe ment tovább. Mária Klotild hercegné találkozhatott 1791 óta emigrációban élő nagynénjeivel, XV. Lajos leányaival, Mária Adelheiddel (1732–1800) és Viktória Lujza Mária Teréziával (1733–1799).
1793-ban a piemonti hercegnét családi tragédiák sorozata sújtotta. A jakobinusok halálra ítélték és guillotine alá küldték Mária Klotild legidősebb bátyját, XVI. Lajos királyt és sógornőjét, Marie Antoinette királynét. Legfiatalabb húgát, Erzsébet királyi hercegnőt is kivégezték.
Bonaparte tábornok 1796-os itáliai hadjárata során a Szárd–Piemonti Királyság súlyos katonai vereségeket szenvedett. Néhány hónappal később, október 16-án III. Viktor Amadé király meghalt, és Mária Klotild férje örökölte a trónt, IV. Károly Emánuel néven szárd–piemonti király és Savoya (címzetes) uralkodó hercege lett. A piemonti hercegné szárd–piemonti királynévá emelkedett.

### Emigrációban
1798. december 6-án a francia hadsereg elfoglalta Torinót, és IV. Károly Emánuelt szárazföldi tartományáról (Piemont, Savoya, Liguria, Ciszalpinia) való lemondásra kényszerítette. A királyi család december 9-én elhagyta Torinót. Parmán, Toszkánán és Rómán keresztül visszavonultak egyetlen megmaradt birtokukra, Szardínia szigetére, amit a brit flotta jelenléte megóvott a francia inváziótól. Cagliariban rendezkedtek be.
1800. június 14-i az osztrák-orosz csapatok marengói csatavesztése végképp szétfoszlatta a királyi reményeit a hazatérésre. Rómába költoztek, ahol a Colonna család vendégeiként éltek, akik rokonságban álltak a Savoya-Carignani családdal.

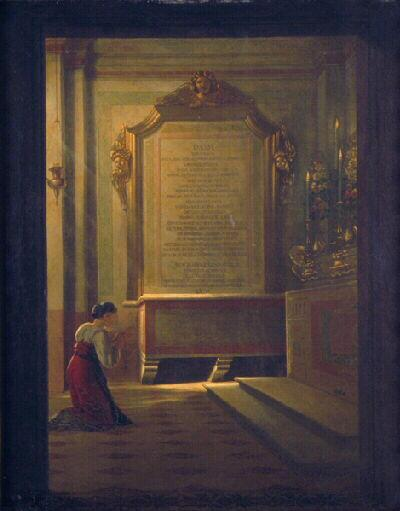
Síremléke Nápolyban (festmény)

### Halála
1802-ben a szárd–piemonti királyi pár látogatást tett a nápolyi királyi családnál. Mária Klotild királyné itt váratlanul megbetegedett és március 7-én meghalt. A nápolyi Santa Caterina a Chiaia templomban, a Jó Pásztorleány kápolnában (Cappella della Buona Pastora) temették el. A király egyszerű síremléket állíttatott az elhunyt királyné nyughelye fölé.
IV. Károly Emánuel királyt annyira megviselte szeretett feleségének elvesztése, hogy még abban az évben lemondott a királyi trónról öccse, Viktor Emánuel javára, és novíciusként bevonult a jezsuiták római kolostorába (Noviziato della Compagnia di Gesù). Igen egyszerű körülmények között élt Rómában és Frascatiban. Jezsuita szerzetesként fejezte be életét 1819-ben.

### Utóélete
Alig hat évvel Mária Klotild királyné halála után, 1808. április 10-én VII. Piusz pápa kezdeményezte boldoggá avatását, de a 19. század első felének politikai eseményei (napóleoni háborúk, a franciaországi restauráció, majd az 1830-as francia forradalom késleltették a folyamatot. A olasz egység („risorgimento”) háborúiban a Savoyai-ház hatalmi törekvései szembekerültek a Pápai Állammal, ennek nyomán a Szentszék meg is szüntette a szárd–piemonti királyné boldoggá avatási eljárását. Síremlékét 1933-ban I. Umbertó olasz király restauráltatta. A köztiszteletben álló királyné halálának bicentenáriumán, 2002. március 17-én sírjánál megemlékezést tartottak az Olasz Köztársaság főtisztviselői, egyházi személyiségei és a volt királyi család tagjai.

## További információ
- Louis-Leopold d’Artemont: A Sister of Louis XVI: Marie-Clotilde de France, Queen of Sardinia (1759-1802), John Murray, London, 1911. Mária Klotild királyné és IV. Károly Emánuel király élete, politikai korrajz